# Caimbé
Caimbé (Kaimbé), pleme američkih Indijanaca iz brazilske države Bahía, danas na rezervatu Área Indígena Massacará. Populacija im iznosi 1.270. Svoj jezik (ostao je neklasificiran) su zaboravili a danas se služe portugalskim. 